# Casa Bonal
La Casa Bonal és una obra de Peralada (Alt Empordà) inclosa a l'Inventari del Patrimoni Arquitectònic de Catalunya.

## Descripció
Situada dins del nucli urbà de la població de Peralada, a la banda de tramuntana del nucli històric de la vila, a la plaça Ramon Muntaner.
Gran casal de planta rectangular, amb la coberta de teula de dos vessants i distribuït en planta baixa i dos pisos. Consta de tres crugies perpendiculars a la façana principal, una d'elles de menys longitud que la resta. Són cobertes amb voltes de canó bastides amb maons disposats a pla. La crugia central presenta l'escala d'accés al pisos superiors al fons de l'estança, destinada a vestíbul. La façana principal, orientada a la plaça, presenta una composició de les obertures simètrica. A la planta baixa hi ha el portal d'accés, d'arc de mig punt adovellat i amb els brancals fets de carreus desbastats. La clau presenta un escut gravat amb motius vegetals. A banda i banda hi ha dues finestres rectangulars actualment reformades. El primer pis presenta tres balcons exempts amb les llosanes motllurades i les baranes de ferro. Els finestrals de sortida són rectangulars, amb els emmarcaments arrebossats. A la segona planta hi ha tres senzilles finestres rectangulars. La façana lateral presenta un gran portal d'arc rebaixat reformat i finestres rectangulars simples.
La construcció està bastida en pedra sense treballar i fragments de maons, tot i que el parament presenta un revestiment estucat a imitació d'un aparell de carreus regulars. A les cantonades hi ha carreus de pedra desbastats.